# Super - L'ultimo eroe
Super - L'ultimo eroe (titolo originale Super-Folks) è un romanzo scritto da Robert Mayer e pubblicato nel 1977. Considerato il capolavoro dello scrittore, il romanzo racconta di supereroi del fumetto statunitense e si focalizza sui tòpos del media fumetto.
Super - L'ultimo eroe esamina i fumetti convenzioni e suoi cliché da un punto di vista più "letterario". Il romanzo ha influenzato molti famosi scrittori di fumetti, in particolare Alan Moore e Kurt Busiek. Anche se il libro fa riferimento alla cultura pop del 1977, la sua influenza sulla decostruzione del genere supereroistico si sente soprattutto nelle opere di Moore Watchmen e Miracleman. Super - L'ultimo eroe è anche alla base di molti film e fumetti che guardano criticamente al mondo dei supereroi, da Watchmen a Il ritorno del Cavaliere Oscuro, da Astro City di American Best Comics, fino a Gli Incredibili della Pixar e Hancock con Will Smith. Il volume in Italia è stato pubblicato da Kappa Edizioni.

## Trama
Non c'erano più eroi. Kennedy era stato assassinato a Dallas. Batman e Robin erano rimasti uccisi in uno scontro tra la Batmobile e un autobus che portava bambini di colore a scuola in periferia. Superman era scomparso, e presumibilmente morto, dopo che una meteora di Kryptonite era caduta su Metropolis. Un fulmine aveva sterminato la famiglia Marvel. Lone Ranger era stato trovato con una freccia piantata nella schiena dopo che Tonto era tornato da una conferenza del Red Power a Wounded Knee. Mary Mantra era stata fatta a pezzi da una locomotiva Amtrak: il Dr. Spock l'aveva legata ai binari e lei non era riuscita a liberarsi del bavaglio. Capitan Mantra si trovava in una casa di cura vicino a Edgeville; si diceva che fosse ridotto male da quando aveva visto la sorella gemella squartata.
Solo Wonder Woman si vedeva ancora in giro. E aveva rinunciato per sempre all'uso dei superpoteri. Utilizzando il suo vero nome, Diana Prince, era diventata un'eminente portavoce del movimento per la liberazione delle donne, condirettrice della rivista Ms. e ospite assidua dei talk show in seconda serata.
David Brinkley, alter ego del potente supereroe chiamato in codice “Indigo” per il colore del costume, è ormai in pensione, ha messo su famiglia e pancetta. Solo contro le forze del male che vogliono imporre un nuovo ordine mondiale, torna in azione più motivato che mai. Una satira feroce di un mondo, il nostro, che ha bisogno di supereroi.